# Аммосов, Максим Кирович
Макси́м Ки́рович Аммо́сов (якут. Киирэб уола Махсыын Омуоһаб; 10 [22] декабря 1897, Хатырыкский наслег, Намский улус, Якутская область, Российская империя — 28 июля 1938, Москва, СССР) — якутский, советский государственный и партийный деятель, активный участник борьбы за установление Советской власти в Якутии.
Вместе с Платоном Ойунским и Исидором Бараховым сыграл решающую роль в образовании Якутской АССР и, соответственно, в образовании государственности Якутии в апреле 1922 года. Председатель СНК ЯАССР (июнь 1925 — август 1928), 18 марта 1937 года по указанию ЦК ВКП(б) приехал в столицу Киргизии, город Фрунзе, где проходил VIII пленум Киргизского обкома. 22 марта он был избран первым секретарём Киргизского областного комитета ВКП(б). В эти дни завершил свою работу V Чрезвычайный Всекиргизский съезд Советов, на котором под непосредственным руководством Аммосова была принята Конституция Киргизской ССР. В июле 1937 года на I съезде КП(б) Киргизии был избран первым секретарём её Центрального Комитета.

## Биография
Родился в семье Анастасии Леонтьевны и Кира Васильевича Аммосовых. Из-за бедности родителей он с четырёх лет воспитывался у дяди Д. М. Аммосова. Окончил Якутское государственное училище, Якутскую учительскую семинарию, Институт Красной профессуры. В революционном движении с 1916 года, большевик с 1917 года. По национальности саха.
- март 1917 г. — секретарь исполнительного бюро Якутского комитета общественной безопасности;
- март 1918 — март 1920 гг. — в ссылке в Сибири, находился на подпольной работе в Томске, Иркутске, Челябинске;
- март 1920 г. — уполномоченный Сибирского бюро ЦК РКП(б) по созданию Якутского областного комитета РКП(б) и Сибирского революционного комитета по организации органов советской власти в Якутии;
- май 1920 — август 1921 гг. — председатель Якутского районного — губернского революционного комитета;
- июнь 1920 г. — председатель Якутского районного — губернского организационного бюро РКП(б);
- октябрь 1921 — июнь 1922 гг. — заведующий Якутской секцией при губбюро РКП(б), командирован в Москву по вопросу об автономии;
- июнь-декабрь 1922 г. — ответственный секретарь Якутского областного организационного бюро РКП(б);
- январь-март 1923 г. — ответственный секретарь Якутского областного комитета РКП(б);
- март-август 1923 гг. — народный комиссар торговли и промышленности Якутской АССР;
- августа 1923 — июль 1925 гг. — постоянный представитель Якутской АССР при Президиуме ВЦИК в Москве;
- июнь 1925 — август 1928 гг. — председатель Совета народных комиссаров (СНК) Якутской АССР;
- март 1927 — август 1928 гг. — председатель ЦИК Якутской АССР;
- август 1928 — сентябрь 1930 гг. — ответственный инструктор ЦК ВКП(б);
- сентябрь 1930 — февраль 1932 гг. — слушатель в теоретическом отделении Аграрного института Института Красной профессуры (окончил 2 курса);
- март-май 1932 — первый секретарь Организационного бюро Казахстанского краевого комитета ВКП(б) по Западно-Казахстанской области;
- июнь 1932 — май 1934 гг. — первый секретарь Западно-Казахстанского обкома ВКП(б);
- 26 января — 10 февраля 1934 года делегат XVII съезда ВКП(б)[3];
- февраль 1934 — март 1937 гг. — первый секретарь Карагандинского и Северо-Казахстанского областных комитетов ВКП(б) (свободно владел казахским языком, выступал против методов коллективизации, приводивших к высокой смертности от голода)[источник не указан 420 дней];
- март-апрель 1937 г. — первый секретарь Киргизского областного комитета ВКП(б);
- апрель-май 1937 г. — и. о. первого секретаря ЦК КП(б) Киргизии;
- июнь-ноябрь 1937 г. — первый секретарь ЦК КП(б) Киргизии.

За период работы М. К. Аммосов избирался членом Якутского обкома, горкома ВКП(б), Западно-Казахстанского, Карагандинского обкомов ВКП(б), ЦК Компартии Киргизии. Делегат и участник XI, XIII, XVI и XVII съездов ВКП(б), Всесоюзных партийных конференций и сессий ВЦИК, ЦИК СССР.

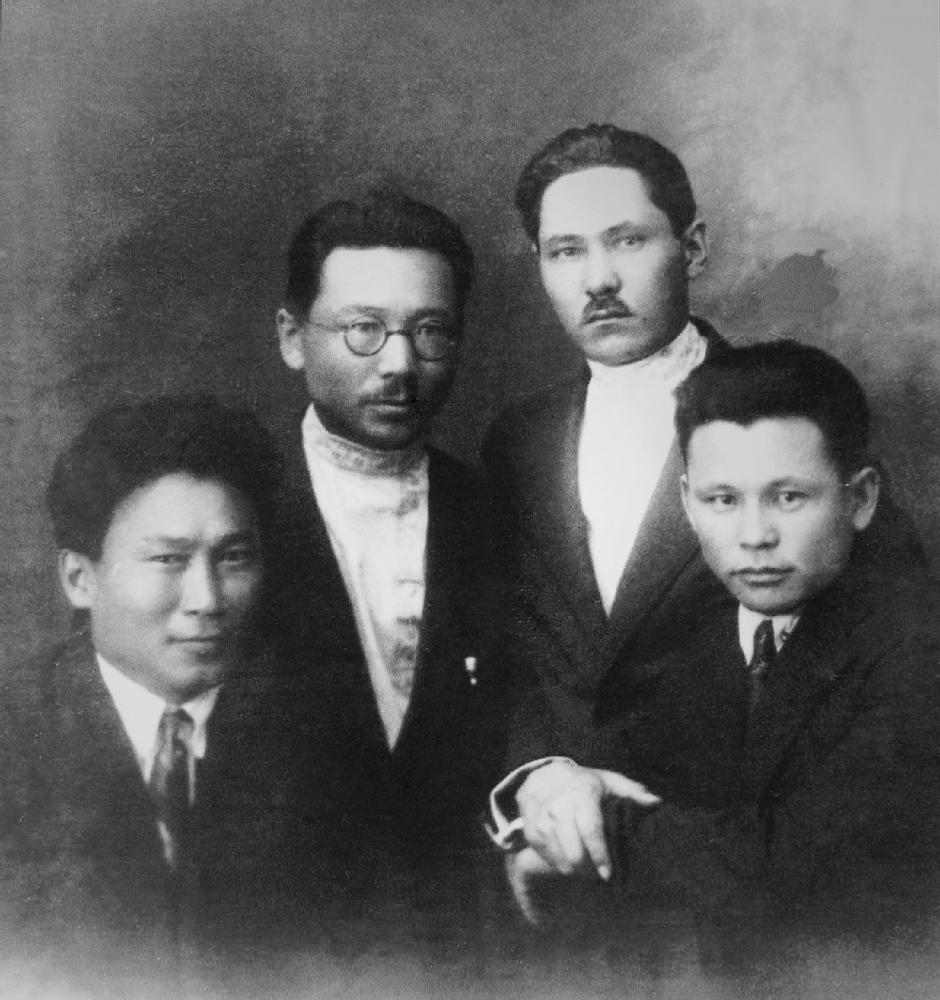
С.В.Васильев, И.Н.Барахов, С.М.Аржаков, М.К.Аммосов. Москва. Фото 1930.

## Арест и смерть
7 ноября 1937 года во время проведения трудящимися демонстрации, посвященной 20-й годовщине Великой Октябрьской социалистической революции, с правительственной трибуны Аммосовым был брошен контрреволюционный лозунг, услышанный также по радио по всему городу Фрунзе.
Семён Липкин, свидетель тех событий, в 1989 году вспоминал: 
«Внизу проходили стройные радостные ряды, вздымая знамёна, портреты Ленина и Сталина, портретики членов Политбюро. Трудящихся приветствовали с балкона то маханием рук, то лозунгами. И вдруг мы услышали, остолбенев:
— Да здравствует победа фашизма во всем мире!
Это выкрикнул Аммосов и тут же его жесткие, прямые, слегка посеребренные волосы поднялись. Он опомнился, исправил ошибку, а слова его дрожали:

— Под гениальным руководством великого Сталина — вперед к победе коммунизма во всем мире!»
Однако в протоколах НКВД и по показаниям самого Аммосова был другой лозунг — «Долой коммунизм!», вместо «Долой фашизм!».
В тот же день экстренное бюро ЦК КП(б) Киргизии снимает Аммосова со всех должностей и ставит вопрос о его партийном соответствии.
Впоследствии Аммосов пишет Сталину телеграммы, однако тот не отвечает: 
«Мною допущен контрреволюционный оговор. Подряд повторяя лозунг „Долой фашизм! Да здравствует коммунизм!“, перепутал слова и вышел контрреволюционный лозунг»
Однако, Иван Ласков считает, что произошедшее было спланированной провокацией и частью политической борьбы наркома внутренних дел Киргизии Ивана Лоцманова против Аммосова, а самого контрреволюционного лозунга не было.
Егор Алексеев отмечает, что во время заседения бюро, где выносились обвинения Аммосову, ни один из присутствовавших не отметил контрреволюционный лозунг. Также не были предоставлены вещественные доказательства — запись радиоэфира не велась, было лишь предоставлено письменное свидетельство начальницы 8 отделения ЦГБ НКВД Гришиной. При этом на момент выступления Аммосова в радиоузле находились лишь сама Гришина и дежурный работник, следивший за техническим состоянием аппаратуры.
Жена Аммосова Раиса Израилевна Цугель в обращении Н. С. Хрущёву с просьбой о реабилитации в 1954 году отмечала, что контрреволюционный лозунг был услышан только Лоцмановым. Также, по её сведениям, между Лоцмановым и Аммосовым до этого неоднократно возникали конфликты.
Арестован 16 ноября 1937 года в городе Фрунзе. Расстрелян 28 июля 1938 года в Москве.
Реабилитирован посмертно 28 апреля 1956 года определением Военной коллегии Верховного суда СССР.

## Семья
Женат (со 2 октября 1923 года) на секретаре Якутского горкома партии Рае Израилевне Цугель (1902—1973), еврейке по национальности, с которой имел троих дочерей: Аэлиту (1924—1991), Яну (1931—2000) и Лену (1937—2017). Внуки М. К. Аммосова: Максим, Михаил и Елена. До брака с Р. И. Цугель был женат на Наталье Дмитриевне Куличкиной — дочери якута-лавочника. От этого брака в 1915 году родился сын Дмитрий, умерший в младенчестве. Вскоре после смерти сына первый брак М. К. Аммосова распался.

## Память
- В 1990 году в честь М. К. Аммосова был назван Якутский государственный университет.
- В родном селе Аммосова Хатырык Намского улуса работает музей, посвящённый его жизни и деятельности. Ежегодно 27 апреля в День Республики на торжественные мероприятия в село выезжает правительственная делегация.
- В Москве на здании представительства Республики Саха (Якутия) при правительстве РФ размещена мемориальная доска.
- 27 сентября 2005 года в Якутске был открыт памятник М. К. Аммосову. Авторы: скульпторы Т. И. Левина, В. Курочкин, архитектор Н. Белолюбский.
- В 2008 году открыта памятная доска на бывшем здании облисполкома в г. Петропавловск (Северо-Казахстанская область).
- В декабре 2012 года в центре города Бишкек к 115-летию со дня рождения установлен памятник М. К. Аммосову.
- В честь 120-летия М. К. Аммосова 21 июня 2017 года на его малой родине в селе Намцы поставили памятник